# 北溪村镇
北溪村镇，是中华人民共和国河北省衡水市深州市下辖的一个乡镇级行政单位。

## 行政区划
北溪村镇下辖以下地区：
西唐旺村、南溪村、北溪村、冯飘村、南谢村、贺谢村、大谢村、东凌消村、西凌消村、大流村、商村、东沿湾村、张邱村、院头村、西留曹村、东留曹村、西绿村、中绿村和东绿村。